# Ду (Сена и Марна)
Ду (фр. Doue) је насељено место у Француској у региону Париски регион, у департману Сена и Марна.
По подацима из 2011. године у општини је живело 1009 становника, а густина насељености је износила 50,32 становника/km².

## Демографија
| 1962. | 1968. | 1975. | 1982. | 1990. | 2011. |
| ----- | ----- | ----- | ----- | ----- | ----- |
| 664   | 628   | 583   | 723   | 940   | 1.009 |